# Trebuchet MS
Trebuchet MS — гуманістичний гротеск, розроблений Вінсентом Коннаром 1996 року для компанії Microsoft. Назва шрифту з'явилася, коли Вінсент почув у штаб-квартирі Microsoft задачу для нових співробітників: «Чи можливо створити требушет, який зможе відправити людину з головного кампуса в новий, на відстань милі? Чи можливо це з погляду математики, і як це зробити?»: «думаю, це — чудова назва шрифту, який буде посилати слова через інтернет». Trebuchet MS використовувався в заголовках вікна Windows XP, замість раніше використовуваного шрифту MS Sans Serif. Містився в пакеті Core fonts for the Web, завдяки чому часто використовувався як основний шрифт вебсторінок.

## Особливості шрифту
2011 року під час інтерв'ю Коннар сказав, що його «надихнув шрифт американських дорожних знаків і рубані шрифти, зокрема Akzidenz Grotesk і Alternate Gothic». На форумі Typophile 2005 року, а також у власній статті, написаній 1997 року, він зазначав, що хотів розробити шрифт, який би добре відображався на екрані, але значно відрізнявся за текстурою від Вердани. Основні особливості шрифту:
- ноги великої літери «M» із розвалом близько 10° від вертикалі, схожі на такі зі стисненої версії Futura;
- бічний хвостик у «Q»;
- низька поперечина в «A»;
- короткі нижні хвостики в літери «e» та цифр «6» и «9»;
- незакрита петля у літери «g»;
- круглі, на відміну від Вердани, крапки в «i» та «j»;
- літера «l» із хвостом (на відміну від прямої у Вердані);
- символ «$» із перерваною лінією;
- архаїчна форма символа «&», що нагадує про його походження від лігатури Et;
- велика кругла крапка в знака оклику (!);
- вперше в екранному шрифті від Microsoft з'явився справжній курсив, на відміну від попередніх шрифтів, які замість курсиву мають похиле накреслення;
- напівжирне накреслення також мало відмінності, зокрема пряміші хвости у літер «a» та «l»;
- майже нерозрізненні дефіс і коротке тире[3];
- вертикальна риска у грецької літери «Ξ», через яку вона нагадує фінікійську літеру самех, від якої вона й походить.